# Fränkische-Schweiz-Verein
Der Fränkische-Schweiz-Verein e. V. (FSV) ist der mitgliederstärkste Heimatverein in der Region Fränkische Schweiz. Er wurde im Jahre 1901 mit Sitz in Streitberg (Wiesenttal) gegründet und ist in das Vereinsregister in Bamberg unter VR 10263 eingetragen. Die Geschäftsstelle befindet sich im Streitberger Bürgerhaus.
Der Verein verfügt in den Landkreisen Forchheim, Bayreuth, Bamberg, Erlangen-Höchstadt und Kulmbach über mehr als 6500 Mitglieder. 48 Städte, Märkte, Gemeinden und Vereine betätigen sich als korporative Mitglieder. 15 Arbeitskreise beschäftigen sich mit der kulturellen Entwicklung der Region, darunter die Arbeitskreise Heimatkunde, Bauen und Gestalten, Volksmusik und Trachten.

## Geschichte
Der Verein wurde am 29. September 1901 in Schüttersmühle gegründet. 1934 löste sich der Verein auf und wurde am 5. Juli 1947 in Muggendorf neu gegründet.

## Ortsgruppen
Der Verein hat 45 Ortsgruppen. Jede Ortsgruppe verfügt über einen selbständigen und stimmberechtigten Vorstand, der sich alljährlich zweimal mit der Vorstandschaft des Hauptvereins zum Gedankenaustausch und zur Vorbereitung von Veranstaltungen trifft. Ortsgruppen gibt es in folgenden Gemeinden bzw. Kleinregionen Mittel- und Oberfrankens: Affalterthal, Ailsbach-Ahorntal, Aufseß-Neuhaus-Hochstahl, Bärnfels, Bayreuth, Behringersmühle, Betzenstein, Bubenreuth, Drosendorf, Ebermannstadt, Eggolsheim, Egloffstein, Engelhardsberg (Wiesenttal), Erlangen, Forchheim, Geschwand, Gößweinstein, Gräfenberg, Hallerndorf, Heiligenstadt, Hiltpoltstein, Hohenmirsberg (Pottenstein), Hollfeld, Kirchehrenbach, Kirchenbirkig, Königsfeld, Leutenbach, Morschreuth, Muggendorf, Nürnberg, Obernsees, Obertrubach, Pegnitz, Pottenstein, Pretzfeld, Streitberg, Thuisbrunn-Haidhof, Tüchersfeld, Unterer Aischgrund, Unteres Trubachtal, Unterleinleiter, Waischenfeld, Weißenohe, Wichsenstein, Wolfsberg (Obertrubach) und Wonsees.

## Kulturpreis
Der Kulturpreis des Vereins wird vom Vorstand „für hervorragende Leistungen und Verdienste im Bereich Kultur und Brauchtumspflege der Fränkischen Schweiz“ vergeben. Zu den Preisträgern gehören Autoren der Publikationsreihe, wie der Burgenforscher Hellmut Kunstmann und Personen mit langjährigem Engagement in der Vereinsarbeit.

## Zeitschriften und Bücher
Es gibt zwei Schriftreihen des Vereins: die Hauptreihe mit derzeit 18 Bänden „Die Fränkische Schweiz – Landschaft und Kultur“ behandelt Themen, die die gesamte Fränkische Schweiz betreffen. In der zweiten Reihe, den „Heimatkundlichen Beiheften“, werden spezielle Themen behandelt (derzeit 23 Hefte erschienen). 

## Auszeichnungen
Der Fränkische Schweiz-Verein wurde 2001 mit der Eichendorff-Plakette ausgezeichnet.